# Tallard
Tallard – miejscowość i gmina we Francji, w regionie Prowansja-Alpy-Lazurowe Wybrzeże, w departamencie Alpy Wysokie w okręgu Gap.
Według danych na rok 1990 gminę zamieszkiwało 1187 osób, a gęstość zaludnienia wynosiła 79 osób/km² (wśród 963 gmin regionu Prowansja-Alpy-W. Lazurowe Tallard plasuje się na 350. miejscu pod względem liczby ludności, natomiast pod względem powierzchni na miejscu 593.).

## Położenie
Tallard leży ok. 15 km na południe od Gap, przy drodze krajowej nr 542. Miejscowość położona jest na prawym brzegu rzeki Durance, w miejscu, w którym Durance poniżej zapory Serre-Ponçon opuszcza dość wąską dolinę, wyciętą w marglach i skręcając ku południowemu zachodowi rozlewa się szerzej w dolinie o mniejszym spadku. Jest jedną nielicznych gmin w tej okolicy, która obejmuje tereny po obu stronach koryta Durance. Centrum wsi leży na wysokości 598 m n.p.m.
W dolinie w regionie Tallard, na aluwiach Durance, spotyka się uprawy rolne i ogrody warzywne, a na stokach okolicznych wzgórz – sady i winnice.

## Historia
Tereny w okolicach Tallard (pierwotnie: Talarnum, łac. Talardum) były zamieszkane przez człowieka już w czasach prehistorycznych. Nazwa miejscowości pojawia się po raz pierwszy na mapie z VII w. Od VIII w. docierali tu Saraceni z Prowansji, których przepędził dopiero Wilhelm I Sabaudzki z końcem X w.
Osada, która zaczęła się organizować już w X w., należała do książąt Orange. Ci w 1209 r. udzielili miastu szeregu przywilejów, jednak już w 1215 r. sprzedali seniorię Tallard zakonowi joannitów. Joannici w 1326 r. zamienili te włości na hrabstwo Alife w królestwie Neapolu. Arnaud de Trians (1280-1350), siostrzeniec papieża Jana XXII i dotychczasowy hrabia Alife został nowym właścicielem Tallard. Krótko przed śmiercią uzyskał on od hrabiów Prowansji tytuł wicehrabiowski na dobrach obejmujących oprócz Tallard także Fouillouse, Lardier, La Saulce, a później również Saléon. W późniejszych czasach dobra te często zmieniały właścicieli, wśród których znajdowały się rody Sassenage i Bérenger.

## Zabytki
- Stare miasto – wzniesione w XIII w., otoczone pierwotnie murami obronnymi widocznymi jeszcze w niektórych miejscach, m.in. przy Porte (Bramie) Durance. Do dziś zachowały się w dobrym stanie wąskie, brukowane uliczki zabudowane domami wznoszonymi z kamienia o średniowiecznym detalu architektonicznym.
- Kościół św. Grzegorza – zbudowany w XVII w. w centrum starego miasta.
- Zamek – wzniesiony na skalistej ostrodze przy południowej granicy miasta. W pierwotnej formie – zapewne jako dzieło joannitów – istniał już przed 1300 r. Najstarsze zachowane do dziś partie pochodzą z XIV w. i powstały za czasów pierwszego seniora Tallard, Arnauda de Trians. Natomiast najmłodsze – nie powstały później niż w wieku XVI, za czasów znaczącej rozbudowy zamku podjętej przez Bernardyna de Clermont (1440-1522). Podupadający poczynając od XVII w. jest obecnie w trakcie rozległych prac restauracyjnych z przeznaczeniem na lokalne centrum kulturalno-artystyczne.

Na południowy zachód od centrum miejscowości, w widłach dróg N85 i N542, znajduje się lokalne lotnisko Gap-Tallard (fr. l'aérodrome de Gap-Tallard). Jest ono obecnie czołowym ośrodkiem sportu spadochronowego w Europie (ok. 80 tys. skoków rocznie).